# Lamprinodes
Lamprinodes – rodzaj chrząszczy z rodziny kusakowatych i podrodziny Tachyporinae.

## Taksonomia
Rodzaj został opisał w 1901 roku Luze. Jego gatunkiem typowym jest Tachyporus saginatus.

## Opis
Chrząszcze te posiadają głowę i tułów nieowłosione. Boczne krawędzie tułowia i pokryw wyposażone w szczecinki. Tylna część ciała z jedną szczecinką na boku każdego segmentu, w obrębie jego obrzeżenia. Ostatni człon głaszczków szczękowych wyraźnie krótszy od przedostatniego. Czułki krótsze niż u rodzaju Tachyporus, a człony od 8 do 10 silnie poprzeczne.

## Występowanie
Rodzaj o zasięgu palearktycznym. W Polsce występuje tylko L. saginatus.

## Systematyka
Opisano dotąd 3 gatunki z tego rodzaju:
- Lamprinodes fairmairei (Leprieur, 1853)
- Lamprinodes haematopterus (Kraatz, 1857)
- Lamprinodes saginatus (Gravenhorst, 1806)